# Baiyankamys habbema
Baiyankamys habbema је врста глодара из породице мишева (Muridae).

## Распрострањење
Ареал врсте је ограничен на једну државу. Врста је присутна на западу индонежанске покрајине Папуе.

## Станиште
Станишта врсте су мочварна и плавна подручја и слатководна подручја. 
Врста је по висини распрострањена од 2.800 до 3.600 метара надморске висине.

## Угроженост
Подаци о распрострањености ове врсте су недовољни.